# Школа іконопису «Нікош»
Школа іконопису «Нікош» — була відкрита подружжям Бенедищуків у місті Хмельницькому як студія іконопису в 1996 році і затверджена рішенням № 43 від 5 липня 2005 року двадцять п'ятої сесії Хмельницької міської ради як школа іконопису «Нікош». Вона вважається однією із небагатьох в Україні серед подібних шкіл.
Займаються у студії 88 учнів віком від 13 до 20 років із різних конфесій. Школа отримала благословення як патріарха УПЦ КП, так і митрополита УПЦ МП. Перед початком роботи кожен учень про себе промовляє молитву. Учні та майстри даної справи пишуть ікони та дарують Церквам, як в Україні так і по за її межами.
На рахунку школи близько 40 виставок, зокрема, в Україні, США, Канаді, Мексиці, Польщі, Литві. Так остання виставка була організована 2011 року у Хмельницькому, перед святом Світлого Воскресіння Христового. Експозиція виставки налічувала близько 20 ікон, написаних у візантійському та академічному стилях викладачами та учнями школи, а також більше сотні робіт майстрів декоративно-прикладного мистецтва — Великодніх подільських писанок, вишитих рушників.